# Сагарда Олександр Іванович
Олександр Сагарда (25 грудня 1883, Красіонівка, Золотоніський повіт, Полтавська губернія — 9 травня 1950, Санкт-Петербург) — український богослов, фахівець у галузі патристики. Викладач Одеської духовної семінарії (відродженої Румунією) та професор Санкт-Петербурзької духовної академії, виховник майбутнього московського патріарха Алексія Ридиґера. Брат Миколи Сагарди, професора богослов'я.

## Життєпис
Народився у сім'ї священика села Красіонівка Золотоніського повіту Полтавської губернії. Брат — Микола Сагарда, професор богослов'я.
Закінчив Санкт-Петербурзьку духовну академію в 1909, кандидат богослов'я. Був професорським стипендіатом академії. Магістр богослов'я (1913, тема дисертації: «Святий Климент Олександрійський та його літературна діяльність»).
У 1910–1918 викладав на II кафедрі патристики Петербурзької духовної академії, читав лекції з історії Антіохійської духовної школи та давньосирійської літератури. Працював над перекладами творів Св. Іоанна Дамаскіна.
У 1918 повернувся в Україну, працював бібліотекарем Київського університету. Після окупації УНР, переїхав до Золотоноші, де в 1920–1925 працював в урядових організаціях (земельний та фінансовий районні відділи). За сумісництвом у 1923–1925 викладав історію та психологію на педагогічних курсах.
1925 повністю перейшов на господарську роботу, був відповідальним секретарем Прилуцького окружного земельного відділу. 
З 1930 — референт Миколаївського молочного заводу, з 1934 — начальник планово-виробничого відділу «Миколаївського трамваю», з 1936 — начальник планового відділу банно-прального комбінату в Миколаєві, з 1938 — начальник планового відділу Миколаївського обласного комунального банку. 
1941 утік у Росії, у Астрахань, потім жив у Батумі, де керував плановою групою в низці артілей.  
1944–1946 — повернувшись в Україну, посів посаду старшого референта Відділу робочого постачання Управління Чорноморського пароплавства (1944 разом зі своєю установою переїхав до Одеси). Саме там румунська влада відновила роботу духовних навчальних закладів після звільнення Одеси від большевиків 1941, які росіяни побоялися закривати після повернення до Одес. Відтак з   запрошений на цю посаду митрополитом Санкт-Петербурзьким та Новгородським Григорієм Чуковим. Читав лекції зі Священного Писання Нового Завіту та історії стародавньої церкви.

## Патріарх Алексій II про Олександра Сагарду
Патріарх Московський і всієї Русі Алексій II згадував про професора Сагарду: «У моїй пам'яті зберігся світлий образ Олександра Сагарди, який буквально останніми роками свого життя заспівав „лебедину пісню“ професора у відродженій після війни Санкт-Петербурзькій духовній академії. Він був ученим чоловіком, людиною глибокої віри та справді професором, який забезпечив спадкоємство дореволюційної духовної академії в академії, що відродилася після Другої світової війни». Ще один спогад Патріарха про професора: «У моєму житті, як, втім, на життєвому шляху будь-якої людини, зустрічалися ті, хто справив глибокий духовний вплив. Наприклад, у період мого студентства в Санкт-Петербурзькій Духовній академії таким був професор Олександр Сагарда, чудовий патролог, який викладав ще у дореволюційної академії. Як він хвилювався, коли читав про Acta martyrum — мученицькі акти перших століть християнства. Більше 50 років минуло, а я досі пам'ятаю, з яким почуттям Олександр Іванович сказав одному студенту, який недбайливо відповідав на заняттях зі Святого Письма Нового Завіту: „Ви маєте полюбити цю книгу“».

## Праці

### Книги
- Сагарда А. И. По вопросам церковно-общественной жизни. — СПб, 1913.
- Сагарда А. И. Введение в курс Древней Церкви. — Л., 1948 (машинопись).
- Сагарда Н. И., Сагарда А. І. Полный корпус лекций по патрологии. — СПб, 2004. Критическая рецензия. PDF

### Статті
- Сагарда А. И. Климента Александрийского «Извлечения из сочинений Феодота и так называемого восточного учения времен Валентина» // «Христианское чтение». — 1912. — № 11.
- Сагарда А. И. «Ипотипосы» Климента Александрийского // «Христианское чтение». — 1913. — № 9
- Сагарда А. И. Пресвитеры Климента Александрийского // «Христианское чтение». — 1917. — № 1-2.
- Сагарда А. И. Послание Святейшего Патриарха Тихона (от 19 января 1918 года) («Прибавления к Церковным ведомостям». — 1918. — № 3-4.
- Сагарда А. И. Место устной традиции в истории развития древнецерковной мысли (актовая речь в ЛДА) // Журнал Московской Патриархии. — 1949. — № 1, № 2.
- Сагарда А. И. Литературная деятельность митрополита Киевского Владимира // Журнал Московской Патриархии. — 1996. — № 2.
- Сагарда А. И. Антиохийская богословская школа. — СПб., 2004
- Сагарда А. И. Древне-сирийская церковная литература. — СПб., 2004
- Сагарда А. И. Очерки по истории христианства в Сирии. Лекции, читанные в Лондоне, в церкви св. Маргариты, в 1904 году профессором Кембриджского университета Ф. К. Бёркиттом. // «Христианское чтение». — 1914. — № 3
- Сагарда А. И. Рецензия на Ад. Гарнак, Критика Нового Завета греческим философом III-го века. Полемическое сочинение, сохранившееся в Апокритике Макария магнисийского. // «Христианское чтение». — 1912. — № 12
- Сагарда А. И. Фр. Кс. Функ, История христианской церкви от времен апостольских до наших дней. В русском переводе со значительными изменениями, дополнениями и предисловием П. В. Гидулянова. // «Христианское чтение». — 1911. — № 4